# Eohypsibius terrestris
Eohypsibius terrestris är en djurart som tillhör fylumet trögkrypare, och som beskrevs av Ito 1988. Eohypsibius terrestris ingår i släktet Eohypsibius och familjen Eohypsibiidae. Inga underarter finns listade i Catalogue of Life.